# Atonement (álbum)
Atonement (en español: Expiación) es el octavo álbum de estudio de la banda de metalcore estadounidense Killswitch Engage. Fue publicado el 16 de agosto de 2019 a través del sello Metal Blade Records. Contiene los sencillos «Unleashed», «I Am Broken Too» y «The Signal Fire», las tres canciones estrenados antes del lanzamiento del álbum. Como promoción del álbum, la banda se embarcó en un tour por Norteamérica en julio del mismo año, en conjunto con la banda Clutch.
En noviembre de 2019, la canción «Unleashed» fue nominado para los Premios Grammy como “Mejor interpretación de Metal”, haciendo esta su tercera nominación para un Premio Grammy. En mayo de 2020, la banda publicó seis canciones del lado B, llamado Atonement II: B-Sides for Charity, en su página de Bandcamp. La totalidad de las ganancias fueron destinadas al Center For Disaster Philanthropy por los casos de COVID-19, logrando sumas sobre $45 000 para diciembre del mismo año.

## Concepto
El álbum fue grabado en un periodo de dos años, con ideas generales para el álbum comenzando en 2017, con una publicación tentativa para el año siguiente. Las sesiones grabadas tuvieron lugar en ambas costas de los Estados Unidos. Tuvieron que poner en pausa las grabaciones debido a percance del vocalista Jesse Leach, una lesión ubicada en el pólipo de su garganta, recibiendo tratamiento del habla y terapia vocal por tres meses. En septiembre de 2018, Leach reveló que 21 canciones fueron trabajadas con Adam Dutkiewicz para el álbum, comentando: “habrá que descifrar qué canciones llegan al álbum”. Atonement fue entonces descrito por la banda como “[una] reflexión de perseverancia y pasión a través de los desafíos y sufrimientos de nuestra existencia”, y de manera individual por Leach como “musicalmente, es el registro más diverso que hemos logrado como banda”.

## Grabación
Dentro del álbum hay colaboraciones con Chuck Billy, vocalista de la banda Testament, y Howard Jones, el previo vocalista de Killswitch Engage. Sobre Chuck Billy, Leach lo menciona como uno de sus cantantes de metal favorito y que por sugerencia del bajista Joel Stroetzel, fue incluido en «The Crownless King», por la similitud con canciones de Testament. En el caso de Jones, han participado en shows en vivo juntos desde que dejó la banda. Leach comenta que la canción «The Signal Fire» se enfoca en la unión y la solidaridad, además de sentir que el nombre de la canción es un guiño a la banda actual de Howard, Light The Torch.

## Recepción

### Crítica
El álbum obtuvo reseñas positivas de distintos críticos de música. En el portal Metacritic, el cual asigna un índice normalizado sobre 100 con reseñas de críticos convencionales, el álbum tiene una puntuación media de 78 sobre 100, basado en cinco reseñas, indicando "reseñas generalmente favorables".
Ricky Aarons escribiendo para Wall of Sound menciona que Atonement “hace lo que otros lanzamientos han realizado, y eso es, dar base a los build-up y a los coros para que luego podemos escuchar un breakdown crujiente” pero luego la banda “firmemente nos trae de vuelta al principio”, el cual “mantiene a los seguidores de antaño del metal pero también atrae a los fans contemporáneos del metalcore”. Thom Jurek para AllMusic describe a la banda como «revitalizada», notando evoluciones sónicas y estilísticas pero surgiendo de manera natural, declarándolo como el mejor álbum desde el regreso de Leach.

### Comercial
En su primera semana, el álbum logró vender más de 21 000 copias dentro de Estados Unidos, alcanzando la segunda posición en la lista Top Rock Albums de Billboard. De manera global, la banda ha comentado ventas sobre 45 000 desde su debut.

### Reconocimientos
| Publicación  | Lista                                   | Posición | Ref.   |
| ------------ | --------------------------------------- | -------- | ------ |
| Consequence  | The 30 Metal + Hard Rock Albums of 2019 | 9        | [ 20 ] |
| Louder Sound | Top 20 Metal Albums of 2019             | 17       | [ 21 ] |
| Revolver     | 25 Best Albums of 2019                  | 6        | [ 22 ] |

## Lista de canciones
| N.º   | Título                                 | Duración |  |
| 1.    | «Unleashed»                            | 4:35     |  |
| 2.    | «The Signal Fire» (con Howard Jones)   | 3:05     |  |
| 3.    | «Us Against the World»                 | 3:19     |  |
| 4.    | «The Crownless King» (con Chuck Billy) | 3:10     |  |
| 5.    | «I Am Broken Too»                      | 2:39     |  |
| 6.    | «As Sure as the Sun Will Rise»         | 2:49     |  |
| 7.    | «Know Your Enemy»                      | 3:51     |  |
| 8.    | «Take Control»                         | 3:44     |  |
| 9.    | «Ravenous»                             | 2:52     |  |
| 10.   | «I Can't Be the Only One»              | 4:09     |  |
| 11.   | «Bite the Hand That Feeds»             | 4:48     |  |
| 39:01 |                                        |          |  |

| Atonement II: B-Sides for Charity |                        |          |  |
| N.º                               | Título                 | Duración |  |
| 1.                                | «To the Great Beyond»  | 3:58     |  |
| 2.                                | «Hollow Convictions»   | 4:49     |  |
| 3.                                | «Killing of Leviathan» | 2:55     |  |
| 4.                                | «No Devotion»          | 4:22     |  |
| 5.                                | «I Feel Alive Again»   | 3:39     |  |
| 6.                                | «Prophets of Treason»  | 4:53     |  |
| 24:38                             |                        |          |  |

## Créditos y personal
Adaptados desde AllMusic.
| Killswitch Engage - Jesse Leach – Voz principal. - Adam Dutkiewicz – Guitarra líder, voces secundarias, producción, ingeniería. - Joel Stroetzel – Guitarra rítmica, voces de apoyo. - Mike D'Antonio – Bajo, dirección de arte y diseño. - Justin Foley – Batería. Artistas invitados - Howard Jones – voces adicionales en «The Signal Fire». - Chuck Billy – voces adicionales en «The Crownless King». | Producción - Brian Slagel – A&R. - Daniel Castleman – Asistente de ingeniería. - Andy Sneap – Mezcla, masterización. - Richey Beckett – Ilustración de la carátula. - Travis Shinn – Fotos grupales. |

## Posicionamiento en listas
| Listas (2019)                       | Mejor posición |
| ----------------------------------- | -------------- |
| Alemania (Offizielle Top 100)       | 11             |
| Australia (ARIA Charts)             | 4              |
| Austria (Ö3 Austria)                | 16             |
| Bélgica (Ultratop Flandes)          | 23             |
| Bélgica (Ultratop Wallonia)         | 70             |
| Canadá (Canadian Albums)            | 17             |
| Escocia (Scottish Albums)           | 7              |
| España (Top 100 Álbumes)            | 55             |
| Estados Unidos (Billboard 200)      | 13             |
| Estados Unidos (Top Rock Albums)    | 2              |
| Finlandia (Suomen virallinen lista) | 12             |
| Francia (SNEP)                      | 161            |
| Japón (Billboard Japan Hot Albums)  | 93             |
| Reino Unido (UK Albums)             | 13             |
| Suiza (Schweizer Hitparade)         | 9              |

| Listas (2020)                       | Mejor posición |
| ----------------------------------- | -------------- |
| Estados Unidos (Top Album Sales)    | 43             |
| Estados Unidos (Top Current Albums) | 27             |